# Moutier
För andra betydelser, se Moutier (olika betydelser).
Moutier (franskt uttal: [mutje], tyska: Münster) är en ort och kommun i distriktet Jura bernois i kantonen Bern i Schweiz. Kommunen har 7 171 invånare (2023).